# Vụ tấn công chống lại những người chăn bò Fulani tháng 3 năm 2019
Trong giữa tháng 3 năm 2019, có báo cáo rằng đã xảy ra việc các thợ săn tấn công thiệt mạng 160 người Fulani ở trung tâm Mali. Bạo lực xảy ra sau hậu quả các cuộc khủng bố Hồi giáo ở nước này bị trấn áp bởi chính phủ Mali. Hai ngôi làng, Ogossagou và Welingara, bị ảnh hưởng đặc biệt.

## Bối cảnh
Những người chăn bò Fulani ngày càng có nhiều xung đột và cạnh tranh với các nhóm khác trên đất liền và nước tiếp cận với gia súc của họ. Những xung đột này trở nên trầm trọng hơn bởi biến đổi khí hậu, suy thoái đất đai và gia tăng dân số.
Theo African Arguments, "Mặc dù chỉ một phần nhỏ trong số tất cả người Fulani đang tích cực hỗ trợ các nhóm Hồi giáo như vậy, nhưng tuyên truyền này đã thành công trong việc liên kết cả cộng đồng với các diễn viên bạo lực này, tiếp tục leo thang vòng tròn bạo lực